# 旭川 (徳島県)
旭川（あさひがわ）は、徳島県勝浦郡上勝町を流れる勝浦川水系の河川である。

## 地理
勝浦郡上勝町の高丸山（標高1,439m）に水源があり、勝浦町旭川地区を流れて同町落合で本流に合流する。清流で、アメゴが生息し、八重地ではその養殖が行われている。
左岸側には元文5年に完成し、29.56ha（昭和42年）を灌漑する野尻用水がある。川に沿って徳島県道16号徳島上那賀線が西へのび、八重地トンネルを超えると那賀郡那賀町（旧木沢村）北部に達する。

## 主な名所
- 田中家住宅
- 殿川内渓谷

## 流域の自治体
徳島県
勝浦郡上勝町